# Sirius (mollusque)
Pour les articles homonymes, voir Sirius (homonymie).
Genre
Synonymes
- Dolichosirius Iredale, 1931
- Opposirius Iredale, 1931[1]

Sirius est un genre de mollusques gastéropodes appartenant à la famille des Capulidae.

## Liste d'espèces
Selon World Register of Marine Species (28 septembre 2017) :
- Sirius badius (Tenison-Woods, 1878)
- Sirius cupiens (Iredale, 1931)
- Sirius desponsus Iredale, 1936
- Sirius idoneus (Iredale, 1931)
- Sirius meracus Iredale, 1936